# (31118) 1997 RN1
(31118) 1997 RN1 est un astéroïde de la ceinture principale d'astéroïdes découvert en 1997.

## Description
(31118) 1997 RN1 a été découvert le 1er septembre 1997 à la station de Xinglong, dans la province chinoise d'Hebei (Chine), par le Beijing Schmidt CCD Asteroid Program.

### Caractéristiques orbitales
L'orbite de cet astéroïde est caractérisée par un demi-grand axe de 2,53 ua, un périhélie de 1,84 ua, une excentricité de 0,27 et une inclinaison de 2,77° par rapport à l'écliptique. Du fait de ces caractéristiques, à savoir un demi-grand axe compris entre 2 et 3,2 ua et un périhélie supérieur à 1,666 ua, il est classé, selon la JPL Small-Body Database, comme objet de la ceinture principale d'astéroïdes.

### Caractéristiques physiques
(31118) 1997 RN1 a une magnitude absolue (H) de 16,0 et un albédo estimé à 0,330.